# Западный архипелаг (заказник)
Заказник «Западный архипелаг» — группа островов в Ладожском озере, государственный комплексный природный заказник в Лахденпохском районе Республики Карелия, особо охраняемая природная территория.

## География
Основные острова архипелага вытянулись в меридиональном направлении на протяжении около 15 км, самые большие из них — Кугрисаари, Макаринсаари и Хейнясенмаа. Отдельно, к востоку от них, на расстоянии примерно 14 км, расположен другой большой остров архипелага — Воссинойсаари, а также остров Ялаянсаари.

## История
Острова имеют общею историческую судьбу со всем Северным Приладожьем. Наиболее известен остров Хейнясенмаа, в древности называвшийся Сенным, на котором со второй половины XV века по начало XVIII располагался православный мужской Троицкий Сенной монастырь, почитаемый как третий монастырь на Ладоге после Валаамского и Коневецкого. С последними двумя монастырями связан другой остров Западного архипелага — Воссинойсаари, на старинных русских картах обозначенный как Вощаной. До завоевания шведами Приладожья в 1611 году им владел Коневецкий монастырь, который после своего возрождения вновь вступил во владение островом. В первой половине XIX века на Вощаном недолгое время существует женская монашеская обитель, а в 1866 году он приобретается игуменом Валаамского монастыря, и остров получает новое название — Тихвинский. В конце XIX века на нём строится новый скит с каменной церковью, развалины которой существуют и поныне.
В годы, когда архипелаг находился в составе независимой Финляндии, на островах группы Хейнясенмаа находилась база финских военных с постом наблюдения, постом связи и двухорудийной батареей артиллерии. После войны на островах Хейннясенмаа и Макаринсари (тогда они назывались Сури и Малый) располагалась исследовательская военная база, на которой в 1953 году были проведены ядерные испытания. База была свёрнута, но остров Макаринсари и большая часть острова Хейнясенмаа (кроме южной оконечности) до сих пор закрыты для посещения из-за высокого уровня радиоактивного заражения местности.
Остров Рахмансаари известен, в первую очередь, боями, проходившими на нём в августе-сентябре 1941 года. 7-10 сентября остров защищала от превосходящих сил противника рота морской пехоты, бойцы которой, понеся тяжёлые потери и исчерпав боеприпасы вынуждены были сдаться в плен. На острове расположена братская могила погибших в этом бою советских солдат.

## Заказник
Заказник создан постановлением председателя правительства Республики Карелия от 27 февраля 1996 года. В состав заказника в настоящее время входят острова Верккосаари, Воссинойсаари, Ялаянсаари, Ситтулуото Оппольского лесничества Лахденпохского лесхоза, а также 2-х километровая полоса водной акватории Ладожского озера вокруг островов на общей площади 19527 га, включая 393 га суши небольших островов. Служит для охраны колоний чайковых птиц и лежек ладожской нерпы. В заказнике разрешено рыболовство, туризм, сбор грибов и ягод, проведение всех необходимых радиологических исследований и работ по радиационной реабилитации территории.